# Triple Alianza (Líbano)
La Alianza Tripartita o Triple Alianza (árabe: الحلف الثلاثي | Al-Hilf al-Thulathi) fue una coalición derechista la cual existió en el Líbano por un corto periodo a finales de los años 60. 

## Formación e historia
La idea de una coalición surgió durante una reunión el 23 de marzo de 1967 en la casa del secretario general del PNL, Kazem Khalil, siendo formada por los tres partidos nacionalistas y maronitas principales en el Líbano: las Falanges Libanesas, el Partido Nacional Liberal (PNL) y el Bloque Nacional. Esta coalición apoyaba al Nacionalismo libanés a medida que las tensiones entre comunidades aumentaban, especialmente por la presencia de la OLP en el país, opuesta por los cristianos maronitas. También fue vista como una fuerza de oposición contra las corrientes panárabes.

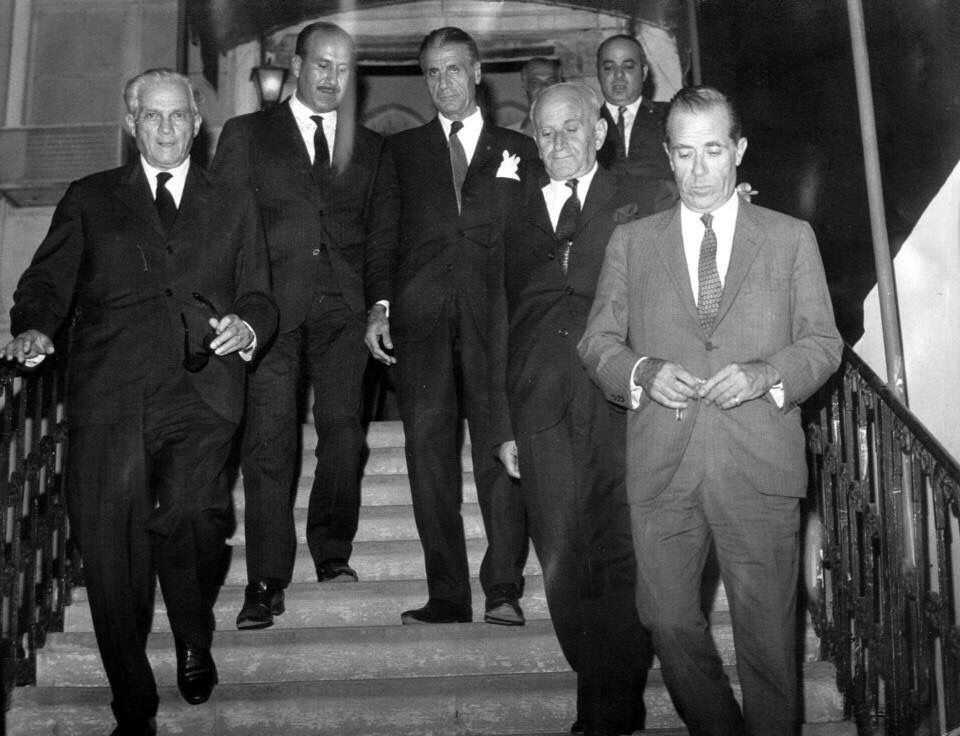
Líderes de la coalición, de derecha a izquierda, Camille Chamoun, Michel Sassine, Pierre Gemayel, Kazem Khalil, Edmond Rizk y Raymond Eddé.

Su oficialización fue anunciada el 22 de febrero de 1968, poco antes de las elecciones parlamentarias, las cuales sucederían el 24 de marzo de dicho año.
Se acordó que cada uno de los tres partidos políticos tendría ciertas responsabilidades, se estipulaba lo siguiente:

- 1 - Los tres partidos acordamos la distribución de centros electorales en las regiones referidas.
- 2 - Los centros electorales cuya suerte no ha sido definida se acordarán posteriormente.
- 3 - Cada parte tiene el derecho de nombrar a quien desee en el cargo correspondiente, ninguna de las partes tiene derecho alguno de objetar o pedir su sustitución o destitución.
- 4 - Los partidos que participen de este acuerdo deberán apoyarse, dejando el derecho de postular a sus candidatos a discreción.
- 5 - Los tres partidos se ven obligados a cooperar entre sí con absoluta sinceridad, dado que los candidatos pertenecen a sus respectivas organizaciones.
- 6 - Este acuerdo se mantendrá en secreto y no se anunciará antes de las elecciones o en el momento que se decida.
- 7 - Este acuerdo se conserva en posesión del secretario general del Partido Nacional Liberal, Kazem Khalil.
- El texto mencionado es lo que las partes acuerdan y prometen cumplir con todas sus capacidades.

En cuanto a la división de las circunscripciones electorales entre los candidatos de la alianza,
- 1 - Para el Distrito Electoral de Chouf, el presidente Camille Chamoun tiene la capacidad de nombrar a quien desee.
- 2 - En el Distrito Electoral de Beirut (área de Achrafieh), Sheikh Pierre Gemayel tiene la capacidad de nombrar a quien desee.
- 3 - En el Distrito de Jbeil (Biblos), el ministro Raymond Eddé tiene la capacidad de nombrar a quien desee.
- 4 - En el Distrito de Aley, se asigna al presidente Chamoun la tarea de contactar al príncipe Majid Arslan para acordar los asientos maronitas y ortodoxos.
- 5 - En la circunscripción de Matn Sur, habrá un candidato Falangista, un candidato del PNL, un candidato druso y otro maronita el cual se acordará entre los tres partidos en el período postelectoral.
- 6 - En la circunscripción de Matn Norte, habrá un candidato del Bloque Nacional, un candidato Falangista, un candidato del PNL, un candidato ortodoxo y un candidato armenio el cual se acordará entre los tres partidos en el período postelectoral.
- 7 - En el Distrito de Keserwan habrá un candidato del Bloque Nacional, un candidato Falangista, un candidato del PNL, y un candidato maronita el cual se acordará entre los tres partidos en el período postelectoral
- 8 - El Distrito de Batroun quedará vacante y se estudiará su estado.
- 9 - En el Distrito de Sidón habrá un candidato Falangista.
- 10 - En el Distrito de Zgharta habrá un candidato del PNL, intentando aliarse a favor de un candidato de cualquiera de los tres partidos.
- 11 - En el Distrito de Jezzine habrá un candidato Falangista.

## Resultados electorales
La Alianza tuvo un buen desempeño en las elecciones parlamentarias de 1968, ganando 30 curules en el Parlamento de 99 miembros (para la época), además de 4 para el partido aliado del Tashnag en los distritos de Beirut I y Matn, siendo el mejor resultado (hasta 2005) de cualquier fuerza electoral organizada en la legislación libanesa, la cual estaba evidentemente fracturada. Las listas de la Triple Alianza obtuvieron la victoria en Matn, Baabda, Keserwan, Jbeil, Batroun y Beirut I. Hubo 9 escaños para las Falanges Libanesas, 8 para el PNL, 6 para el Bloque Nacional y 7 para candidatos independientes.

## Caída y disolución
En 1969, el Bloque Nacional abandonó la coalición por desacuerdos sobre el Acuerdo de El Cairo, el cual estipulaba la total tolerancia de las autoridades libanesas para la OLP. Tras el comienzo de la guerra civil libanesa, el NLP y las Falanges, los cuales seguían teniendo lazos muy cercanos, formaron el Frente Libanés junto a algunas organizaciones armadas en 1976, causando la desaparición de la Triple Alianza.